# Stuff.co.nz
Stuff.co.nz és un lloc web neozelandès que és propietat i operat per Fairfax New Zealand, una companyia filial amb la companyia australiana Fairfax Media. Stuff.co.nz alberga els llocs web per als diaris que són propietat de Fairfax Media a Nova Zelanda, incloent els diaris neozelandesos amb segon i tercer més circulació The Dominion Post i The Press, i el que té més circulació els caps de setmana, The Sunday-Star Times. És a més un portal web per a altres llocs web de Fairfax Media com ara TradeMe.
El febrer de 2012 la pàgina web tenia un rànquing Alexa a Nova Zelanda de 7; la pàgina web que li fa més competició a Stuff.co.nz, el lloc web de The New Zealand Herald, tenia un rànquing de 9. El setembre de 2011, Stuff.co.nz estava en novè lloc i The New Zealand Herald en setè. Les estadístiques del lloc web el desembre de 2011 eren 5,4 milions de vistes úniques i un total de 163,7 milions de vistes.

## Història
La companyia ara inexistent de mitjans de comunicació Independent Newspapers Limited (INL) va crear Stuff.co.nz el 27 de juny de 2000 en un cibercafè d'Auckland, després d'anunciar les seves intencions d'ésser en línia feia un any. L'agència publicitària Saatchi & Saatchi va crear el nom «Stuff», i l'INL va comprar el domini després d'una ciberocupació. En el seu primer mes, la web tingué unes 120.000 vistes úniques.
El 30 de juny de 2003 l'INL va vendre els seus serveis que incloïen The Dominion Post, The Press i Stuff.co.nz a Fairfax Media.
Fairfax va actualitzar el lloc web el desembre de 2006 i de nou el març de 2009 perquè els usuaris del lloc web poguessin personalitzar la pàgina principal.
La primera versió mòbil de la pàgina web començà el 2003, quan Stuff.co.nz s'uní amb Vodafone New Zealand per a crear la versió mòbil. Aquesta primera versió, però, tan sols era un servei de notícies; el 21 d'abril de 2009 Stuff.co.nz va llançar un lloc web mòbil, ubicat a l'URL m.stuff.co.nz Arxivat 2013-07-24 a Wayback Machine..